# Dharanikota
Dharanikota  est un village du district de Palnadu dans l'État d'Andhra Pradesh en Inde. 
Selon le recensement de l'Inde de 2011, la localité compte une population de 7 534 habitants.